# 타테넨

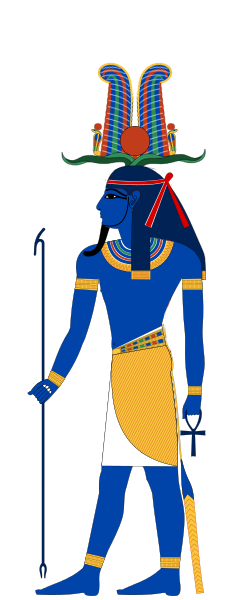
타테넨

타테넨(Tatenen, Ta-tenen, Tatjenen, Tathenen, Tanen, Tenen, Tanenu, Tanuu)는 고대 이집트 창조 신화에 등장하는 혼돈의 심연(아비스)에 솟아오른 최초의 언덕(흙무더기)을 인격화한 신이다. 태고의 신으로서 창조를 상징한다. 멤피스지역의 자연을 수호하는, 남성과 여성을 모두 지닌 신으로 묘사된다.

## 같이 보기
- 이집트 신화
- 이집트 창조신화